# Нельке, Рудольф Карлович
Рудольф Карлович Нельке (латыш. Rūdolfs Karlovičs Neļķe, 1899—1938) — деятель органов государственной безопасности, член тройки НКВД по Куйбышевской области, майор государственной безопасности.

## Биография
Родился в латышской семье рабочего-металлиста, получил незаконченное среднее образование. С 1915 до 1917 рабочий на производстве. Во время Февральской революции участник революционных событий в городе Чудово Новгородской губернии, посещал митинги и собрания. Сразу после Октябрьской революции, в ноябре 1917, участник раскрытия контрреволюционной деятельности «Комитета оказания помощи беженцам имени Татьяны Николаевны» в городе Чудово.
С 1917 до 1918 депутат Чудовского Совета рабочих и солдатских депутатов, член районного комитета РКП(б). Член РКП(б) c 7 апреля 1918, с того же года на работе в органах государственной безопасности, с июня по сентябрь член коллегии, секретарь чудовской уездной ЧК по борьбе с контрреволюцией, саботажем и преступлениями по должности, председатель с октября того же года до 1919. С сентября 1919 организатор штаба революционной охраны района, участник формирования заградительных отрядов и их отправки в районы боевых действий при наступлении белогвардейских войск на Петроград. С 1920 член коллегии Олонецкой губернской ЧК. С 6 декабря 1926 до мая 1929 председатель (полномочный представитель) ГПУ при СНК Карельской АССР, проживал в Петрозаводске. С 1926 до 1929 член бюро Карельского областного комитета ВКП(б). В 1931 заместитель полномочного представителя ОГПУ по Крымской АССР, член Крымской областной контрольной комиссии ВКП(б). С 1933 до 16 января 1935 заместитель начальника ГПУ-УНКВД по Западной области, проживал в Смоленске. Состоял членом президиума Западной областной контрольной комиссии ВКП(б), членом Западного областного комитета ВКП(б).
С 16 января 1935 до ареста являлся заместителем начальника УНКВД Куйбышевского края (Куйбышевской области) и членом тройки НКВД, также был начальником управления особого строительства УНКВД по Куйбышевскому краю-области. 17 апреля 1935 кооптирован в состав куйбышевского городского комитета ВКП(б), избран членом бюро на пленуме. С 7 по 14 июня 1937 делегат V куйбышевской областной партийной конференции, избран членом куйбышевского областного комитета ВКП(б). С 11 до 16 февраля 1937 делегат VI куйбышевской городской партийной конференции, избран членом куйбышевского городского комитета ВКП(б) на организационном пленуме. С 25 мая до 4 июня 1937 делегат VII куйбышевской городской партконференции, избран членом куйбышевского городского комитета ВКП(б) на организационном пленуме. В июне 1937 член комитета ВКП(б) (парткома) УГБ (управления государственной безопасности) УНКВД по Куйбышевской области. 22 мая 1937 арестовал командующего Приволжским военным округом маршала М. Н. Тухачевского.
Проживал в Куйбышеве, по адресу: проезд Дзержинского, дом 31, квартира 4. Арестован 1 сентября 1937, ВКВС СССР по обвинению в участии в контрреволюционной организации и в подготовке террористических актов 16 июня 1938 приговорён к ВМН. Посмертно реабилитирован 11 января 1968 Верховным судом СССР.

### Звания
- майор государственной безопасности, 5 декабря 1935.

### Награды
- знак «Почётный работник ВЧК—ГПУ (V)»;
- знак «Почётный работник ВЧК—ГПУ (XV)», 20 декабря 1932;
- боевое оружие от коллегии ОГПУ;
- золотые часы от ЦИК Крымской АССР, 1930.